# Гёттлих, Йон
Йон Гёттлих (итал. Ion Göttlich от нем. Göttlich — божественный) — вымышленный итальянский велогонщик, созданный южноафриканским аниматором Клаудио Паваном, получивший значительное известность в Интернете. Говорят, что внешне Йон напоминает Невероятного Халка.

## История
Сообщения в социальных сетях обычно включают в себя анимированного персонажа, который позирует на фотографиях или видео с вместе профессиональными велогонщиками. 
Утверждается, что Йон выигрывает практически все гонки, в которых он принимает участие. Хотя 4 марта 2016 года на странице Йона в Facebook было размещено видео, показывающее Йона во время Тура Фландрии 2015 года, в котором он, кажется, был очень рассержен из-за механической проблем у его велосипеда.
Во время Джиро д’Италия 2019 было сообщено о подписании Йоном контракта с немецкой велокомандой Bora-Hansgrohe для участия в предстоящем Тур де Франс 2019.